# San Pedro Ayampuc
San Pedro Ayampuc é uma cidade da Guatemala do departamento de Guatemala.